# 迦南 (密西西比州)
迦南（英語：Canaan）是位於美國密西西比州本頓縣的非建制地區。

## 歷史
迦南的郵局於1855年設立，其後於1984年停運。

## 地理
迦南所處的海拔為高於海平面185米（即607英呎），而該地所採用的時區為UTC-6，即北美中部時區（CST）。同時該地設有夏令時間，為UTC-6調快一小時，即UTC-5（CDT）。